# Gilberto Isfar y Corillas

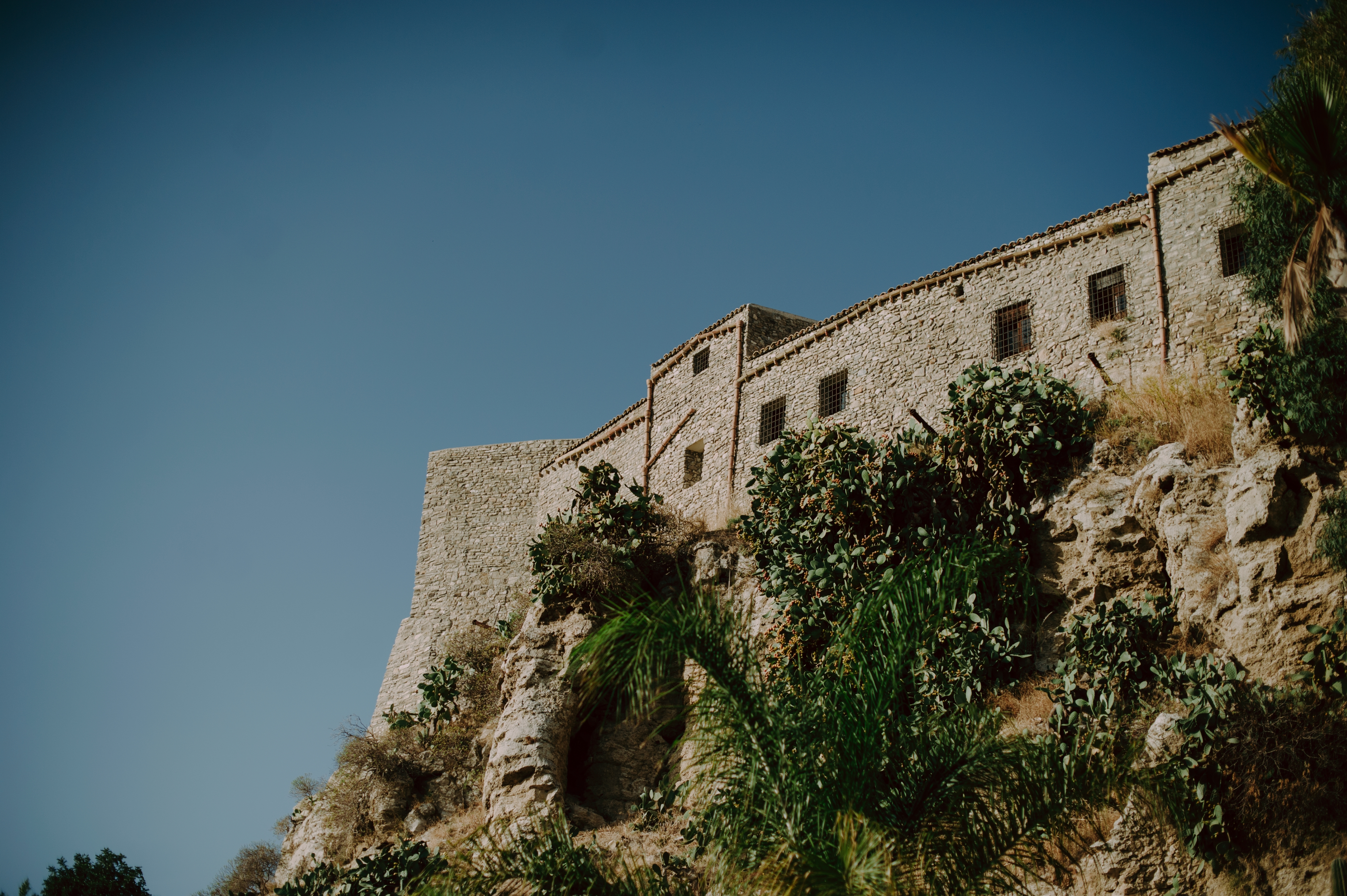
Kasteel Chiaramonte der baronnen van Siculiana, Siculiana, Sicilië

Gilberto Isfar y Corillas (Palermo, 16e eeuw – Rome, 15 april 1600) was een rooms-katholiek prelaat in het koninkrijk Sicilië, dat deel uitmaakte van het Spaanse Rijk.

## Levensloop
Corillas behoorde tot de familie der baronnen van Siculiana op Sicilië. 
Van 1574 tot 1579 was hij bisschop van Syracuse.
Corillas werd in 1579 overgeplaatst naar de bisschoppelijke troon van Patti. De bisschoppen waren sinds de middeleeuwen heer van vijf dorpen: Patti, Gioiosa Giardia, Librizzi, Montagnareale en Sorrentini. Het kostte hem moeite zich te handhaven in Gioiosa Giardia en Librizzi. 
In navolging van het Concilie van Trente hadden zijn twee voorgangers aanstalten gemaakt om in Patti een priesterseminarie op te richten. Het was Corillas die deze school een vast gebouw en financiële stabiliteit bezorgde. Zodoende konden een leraar Latijnse grammatica en een leraar kerkmuziek worden aangeworven. 
Verder vaardigde hij decreten uit om de beroepsuitoefening van artsen, vroedvrouwen en notarissen te regelen.
In het jaar 1600, Jubeljaar in Rome, overleed hij aldaar.